# Caecocaelus
Caecocaelus is een geslacht van kevers uit de familie van de loopkevers (Carabidae). De wetenschappelijke naam van het geslacht werd voor het eerst geldig gepubliceerd in 1949 door Straneo.

## Soorten
Het geslacht Caecocaelus omvat de volgende soorten:
- Caecocaelus basilewskyi Straneo, 1949
- Caecocaelus clarkei Straneo, 1979
- Caecocaelus decellei Straneo, 1955
- Caecocaelus elongatus Straneo, 1952
- Caecocaelus kabarensis Straneo, 1956
- Caecocaelus leleupi Straneo, 1951
- Caecocaelus microphthalmus (Jeannel, 1948)
- Caecocaelus ruandanus Straneo, 1952
- Caecocaelus scotti Straneo, 1953